# César Valenzuela
César Valenzuela Martínez (Santiago del Cile, 4 settembre 1992) è un calciatore cileno, centrocampista del Huachipato.